# 윤영관 (1955년)
윤영관(尹泳觀, 1955년 ~ )은 대한민국의 MBC의 PD(프로듀서)로 활동했다. ‘한국의 종가’ ‘이슬람’ ‘돌아오지 않는 바다’ ‘한국 농사의 4계’ 같은 프로그램을 제작해 방송위원회 대상과 백상 예술 대상 등을 수상했다.

## 학력
- 목포고등학교
- 고려대학교 국어국문학과 학사

## 경력
- MBC 시사제작2국장
- MBC 편성본부장
- 2008년 : 광주 MBC 사장
- 2008년 : (사)여의도클럽 회장

## 수상
- 방송위원회 대상과 백상 예술 대상